# Lill-Finnsjön
Lill-Finnsjön är en sjö i Umeå kommun i Västerbotten och ingår i Umeälven-Hörnåns kustområde.